# International Network of Street Papers
La Rete internazionale dei giornali di strada (in inglese International Network of Street Papers, abbreviato INSP) è un'organizzazione creata nel 1994 a Glasgow, in Scozia che rappresenta 100 giornali di strada da 35 paesi del mondo. L'INSP organizza annualmente una conferenza per i propri membri e fornisce assistenza tecnica e una rete di servizi per gli operatori del settore.

## Street News Service
Street News Service (SNS) è un'agenzia di stampa per giornali di strada gestita dall'International Network of Street Papers. Fornisce articoli, saggi e notizie di giornali venduti e talvolta scritti da senzatetto e poveri. Aiuta i giornali di strada di tutto il mondo a condividere storie tra loro con altri giornali alternativi. I principali servizi di notizie Thomson Reuters e Inter Press Service supportano SNS con immagini e formazione.
Il servizio di notizie viene distribuito settimanalmente in tre lingue a oltre 200 giornalisti. SNS ha anche un team di 46 traduttori volontari, che offrono traduzioni in 15 lingue.
È stato originariamente avviato come una collaborazione tra la North American Street Newspaper Association e AlterNet.